# المسجد الكبير ومشفى ديوريجي
المسجد الكبير ومشفى ديوريجي (بالتركية: Divriği Ulu Camii ve Darüşşifası)‏ هو مسجد ومستشفى بناهما الأمير أحمد شاه بين عامي 1228 و1229 في بلدة ديوريغي في محافظة سيواس في تركيا، ومُدرج على لائحة التراث العالمي منذ عام 1985.